# Cotorra de Sierra Madre Oriental
La cotorra de Sierra Madre Oriental (Rhynchopsitta terrisi) és una espècie d'ocell de la família dels psitàcids que habita els boscos de pins de Sierra Madre Oriental, als estats mexicans de Coahuila, Nuevo León i Tamaulipas.

## Descripció
La cotorra de Sierra Madre Oriental és un lloro gros, majoritàriament verd, que mesura entre 40 i 45 cm de llargada i pesa entre 390 i 470 g. Els adults tenen el front granat fosc que s'estén sobre la vora de la pell groga nua que envolta els ulls. Tenen un vermell més brillant a la curvatura de l'ala. La cua és llarga i punxeguda. La part inferior de les ales és negrós. El juvenil té el bec pàl·lid, anells oculars blanquinosos i no té la franja granat fosca sobre cada ull.

## Distribució i hàbitat
La cotorra de Sierra Madre Oriental viuen en boscos madurs de pins, coníferes mixtes i roures des dels 2000 fins als 3500 metres. Aquest ocell és endèmic de la Sierra Madre Oriental a Nuevo León, Coahuila i Tamaulipas, Mèxic.

## Comportament
Nien en penya-segats de pedra calcària prop d'aigües en moviment en grans colònies. La cria coincideix amb la fructificació dels pins, que és la principal font d'aliment. Ponen d'un a tres ous al juliol i els juvenils volen al voltant del novembre. Migren distàncies curtes de manera estacional.

## Conservació
Aquest ocell es considera en perill d'extinció a causa del sobrepasturatge i la destrucció de l'hàbitat.
L'ITESM Campus Monterrey duu a terme programes d'educació ambiental i recerca científica al Parc Nacional de Cumbres de Monterrey i la Sierra de Arteaga per a la conservació de la cotorra de Sierra Madre Oriental.

## Taxonomia
La cotorra de Sierra Madre Oriental és una de les dues espècies existents i una d'extingida del gènere Rhynchopsitta de lloros de bec gruixut. És una espècie monotípica.